# 周明 (机械专家)
周明，清华大学教授，主要从事力学行为、物理形成机制，面向红外辐射、中子吸收与防护等方面的研究工作。入选中华人民共和国教育部2008年度"长江学者"特聘教授、中国国家新世纪百千万人才工程。